# Comix Zone
Comix Zone (яп. コミックスゾーン Комиккусу Дзо:н) — видеоигра в жанре аркадного экшена, выпущенная для игровой приставки Sega Mega Drive в 1995 году (спустя 5 лет была портирована на другие платформы). С 2010 года игра доступна в составе сборника SEGA Mega Drive and Genesis Classics для платформ Linux, macOS, Windows, с 2018 — PlayStation 4, Xbox One и Nintendo Switch. Главная особенность игры заключается в её стилизации под комикс — действие игры разворачивается на страницах комикса.
Музыку к игре, позже выпущенную на отдельном диске, написал композитор Говард Дроссин. Над графикой работали в основном художники комиксов. Персонажи игры были перенесены с реальных людей методом оцифровки и технологии захвата движения motion capture, благодаря чему выглядели и двигались с великолепной для того времени реалистичностью.

## Сюжет
Скетч Тёрнер, художник и независимый рок-музыкант, работает над своим новым комиксом под названием Comix Zone. В его работе рассказывается о попытке Новой Мировой Империи спасти Землю от нападения мятежных инопланетян, которых с вдохновением выдумывает Скетч.
Однажды ночью, когда Скетч спокойно трудился над комиксом, начинается сильная гроза, и одна из молний ударяет в дом Тёрнера, затрагивая и его рабочий стол. В тот же момент главный злодей комикса, Мортус, вырывается в реальный мир и забрасывает в Comix Zone опешившего художника. Поскольку сам Мортус является рисованным персонажем, он не может полностью воплотиться физически в реальном мире, пока автор комикса жив.
В комиксе Тёрнер встречает генерала Алиссу Циан, которая принимает его за супергероя, явившегося для спасения постапокалиптического мира от Мортуса и инопланетных захватчиков. Несмотря на протесты Скетча, Алисса отправляет его выполнять миссии, поддерживая контакт через радио. Мортус, находящийся в реальном мире, стремится всячески помешать Тёрнеру, пририсовывая для него дополнительных врагов и, в одном случае, поджигая часть страницы.
В игре имеется три концовки, зависящие от исхода финального противостояния с Мортусом. В хорошей концовке Скетч, побеждая Мортуса, успевает спасти Алиссу, и они вместе покидают мир Comix Zone. В плохой концовке Скетч, побеждая Мортуса, не успевает спасти Алиссу, и в финальном видео показывают, как он скорбит по ней. Если в конце игры в кармане находилась крыса, мы можем увидеть её в финальном видео. В случае непрохождения игры (герой погиб и все жизни израсходованы) злодей Мортус утверждается в настоящем мире, превращаясь из рисованного персонажа в настоящего.

## Игровой процесс

Кадр из первого уровня версии для Sega Mega Drive/Genesis

Игрок продвигается по страницам комикса, сражаясь с врагами или решая головоломки. Игрок дерётся кулаками или ногами, задавая направление удара крестовиной. Также имеется несколько типов спецприёмов, один из которых можно выбрать в игровом меню. Скетч может вырывать клочки бумаги из фона, делать из них бумажные самолётики, и швырять во врагов.
Для перемещения на следующую страницу игрок должен либо победить всех врагов на текущей, либо разобраться с головоломкой. После этого появляется 1-2 стрелки, указывающие направления, куда можно двигаться. Тем самым игра задаёт нелинейную структуру уровней.
Игрок имеет инвентарь, в который может уместиться до трёх предметов. Среди используемых предметов есть ручная крыса Скетча Roadkill (с англ. — «сбитое машиной животное»), помогающая в поиске полезных предметов и в переключении труднодоступных рычагов. Также имеется целебный предмет и одноразовое оружие, такое как метательные ножи, бомбы и супергеройский кулак, превращающий протагониста в Супер Скетча, наносящего сокрушающий урон всем врагам на экране.
Поскольку мир, где находится герой, бумажный, то всё, что находится в пределах Comix Zone, может негативно воздействовать на Скетча. Здоровье уменьшается от ударов врагов или столкновений об препятствия, а также когда игрок ломает хрупкие предметы. Если здоровье Скетча уменьшится до нуля или он упадёт в яму, то он умрёт, после чего игра закончится. Однако, после прохождения 1 и 2 главы игроку даётся по одной дополнительной жизни, позволяя начать игру с начала текущего уровня.
Версия Comix Zone для Mega Drive/Genesis рассчитана на использование шестикнопочного геймпада; кнопки X, Y, Z соответствуют трём слотам инвентаря. С трёхкнопочным геймпадом игра также возможна, но в таком случае инвентарь будет открываться на кнопку спецприёма (по умолчанию C), из-за чего сами спецприёмы будут отсутствовать.

## История разработки

### Концепция
Comix Zone была задумана программистом STI Питером Моравиком. Многие из коллег Моравика были фанатами комиксов и ежемесячно ездили в местные магазины комиксов. Присоединившись к одной из таких поездок, он решил, что видеоигры и комиксы могут хорошо дополнять друг друга, после чего задумал Comix Zone и начал работать над её технологическим прототипом на Amiga. Вдохновением для сюжета игры послужил музыкальный клип к песни A-ha «Take On Me», в котором комиксный гонщик на мотоцикле взаимодействует с женщиной из реального мира. Будучи поклонником научно-фантастических фильмов, Моравик решил делать игру в антиутопическом сеттинге.
Моравик продемонстрировал видео «Джо Пенсил заперт в Comix Zone» (англ. Joe Pencil Trapped in the Comix Zone) главе STI Роджеру Гектору в декабре 1992 года. Гектор был очарован концептом, сказав: «в первую же минуту я понял, что это будет великолепно» (англ. The minute I saw it, I knew it was going to be great). По его совету Моравик показал игру генеральному директору Sega of America Тому Калински, который одобрил её. Хотя Калински хотел, чтобы разработка игры началась немедленно, она была отложена из-за разработки Sonic Spinball, так как Sega хотела выпустить игру серии Sonic the Hedgehog к Рождеству 1993 года. После выхода Sonic Spinball, STI отправила менеджерам Sega несколько концептов, включая Comix Zone. Калински вспомнил об этой игре и попросил STI начать разработку.
Моравик обратился к программисту Адриану Стефансону, присоединившемуся к STI на завершающем этапе разработки Sonic Spinball, насчёт работы над Comix Zone. Изначально команда разработчиков состояла из трёх человек, в которой помимо Моравика и Стефансона состоял исполнительный продюсер Дин Лестер. По словам Роджера Гектора на формирование подходящей команды ушло несколько месяцев. По итогу команда разрослась до десятка человек и получила высокий приоритет в STI и полную поддержку студии. В число сотрудников входили Тони ДеЗунига (соавтор персонажа DC Comics Иона Хекса), художник комиксов Алекс Ниньо, ведущий аниматор Боб Стил, художник Крис Сенн, программист Стиг Хедлунд и ассоциированный продюсер Майк Уоллис. Гектор, выступивший менеджером, назвал Моравика лидером проекта.

### Стадия производства
Первоначально протагонистом был Джо Пенсил (англ. Joe Pencil) — персонаж-гик, которого Моравик придумал по мотивам «классического комикса, по сюжету которого костлявый ребёнок превращается в могущественного супергероя». Отдел маркетинга Sega выступил против имени и дизайна персонажа, и в итоге он был переименован в Скетча Тёрнера и стал гранж-рокером, поскольку Моравик был фанатом группы Smashing Pumpkins. Отдел маркетинга также потребовал, чтобы у Тёрнера был напарник, что было распространено в играх того времени. Моравик не хотел, чтобы напарником был человек или крупное животное, поэтому решил выбрать крысу, поскольку она «не занимает много места на экране, и с ней можно много чего сделать в головоломках и тому подобном». Отдел маркетинга посчитал крысу неудачным выбором, но Лестер и остальные разработчики поддержали эту идею.

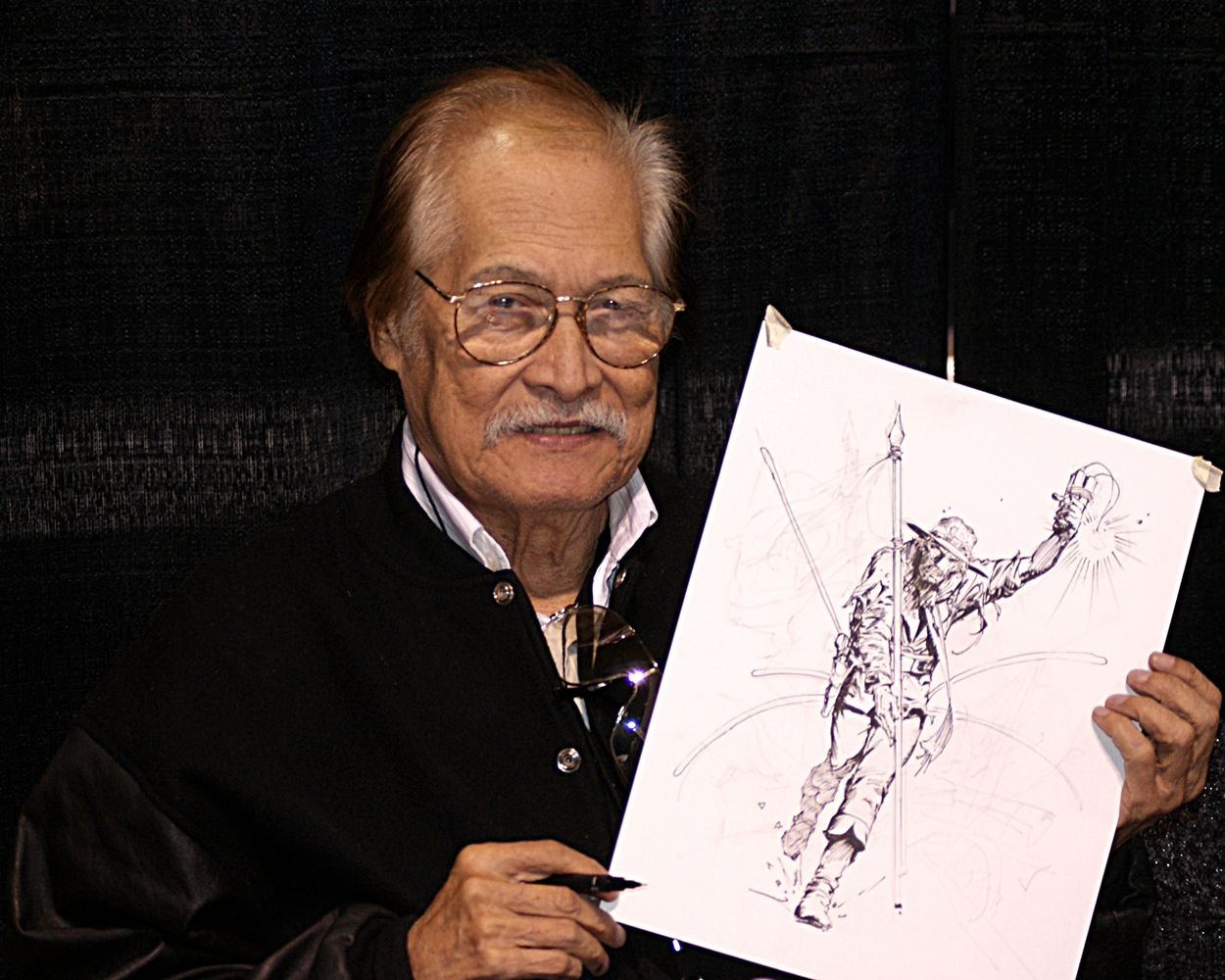
Тони ДеЗунига — один из авторов Иона Хекса — нарисовал начальную и финальные сцены игры.

STI стремилась сделать Comix Zone в точности в стилистике комиксов, это распространялось и на стиль анимации. Тони ДеЗунига нарисовал начальную и финальные заставки игры: он рисовал тушью и карандашами, а затем сканировал их на компьютер и обрабатывал для консоли. Сенн предоставил анимации персонажей, а также некоторые фоновые рисунки и боссов. По мере продвижения разработки, Стефансон испытывал трудности в программировании игры — было сложно уложиться в 2 мегабайта и при этом распаковывать большие страницы графики во время игры. Он отмечал, что Sega Genesis не была спроектирована с учётом этого процесса, но ему всё же удалось реализовать задуманное, чему он был рад. Отправив игру Sega of Japan на рассмотрение, STI получили ответную записку, в которой было сказано, что игра «воплотила все недостатки американской культуры». Хедлунд сказал, что команда восприняла это как «высокую похвалу».
Comix Zone стал главным проектом STI с полной поддержкой отдела маркетинга Sega. Разработка проходила относительно плавно, хотя выпуск игры несколько раз откладывался, чтобы команда добавила больше функций, из-за чего игра вышла на позднем этапе жизненного цикла Genesis. Эта игра и The Ooze были единственными играми, в которых присутствовал логотип STI. Это была первая игра, над которой работал Уоллис в Sega, и последняя игра для Genesis над которой работал Сенн. Саундтрек был написан Говардом Дроссином в стиле рок-музыки и с использованием звукового драйвера GEMS. Он стремился продемонстрировать звуковые возможности Genesis и показать, что система способна на большее, чем просто чиптюн. Дроссин предоставил большинство мужских голосовых семплов; женские были предоставлены различными административными помощниками; Моравик озвучил злодея Грэвиса (англ. Gravis).
На позднем этапе разработки, отдел тестирования Sega порекомендовал повысить уровень сложности игры. В результате среднестатистическим игрокам было трудно пройти игру до конца, и Моравик высказал сожаление, что последовал рекомендации отдела. По мере завершения разработки давление на команду росло, так как STI не выпустила ни одной игры со времён Sonic Spinball. Ещё больше усложнил ситуацию предстоящий выпуск консолей 32X и Sega Saturn, а также ожидание Стефансоном ребёнка. В результате игру пришлось выпускать раньше намеченного срока, что отразилось на её контенте — два уровня пришлось вырезать. В ретроспективе Моравик отмечал, что Comix Zone мог бы сильно выиграть, если бы в его разработке участвовали более опытные японские разработчики, которые отсоединились от основной команды после выхода Sonic the Hedgehog 2.

### Выпуск
Игра была выпущена для Sega Mega Drive/Genesis в Северной Америке 2 августа 1995 года, релиз в Японии состоялся 1 сентября 1995 года и в Европе 27 октября 1995 года. Японское издание вышло малым тиражом, что годы спустя сделало его дорогим объектом для коллекционеров. Порт игры на Windows был выпущен в ноябре 1995 года в Северной Америке и Европе в марте 1996 года. Этот порт, вышедший во времена когда Microsoft продвигала Windows 95 как «правильную» игровую платформу, во многом идентичен версии для Mega Drive/Genesis, за исключением MIDI-исполнения саундтрека. Продажи Comix Zone затруднялись из-за выпуска в конце жизненного цикла Genesis, уже после выхода систем следующего поколения, таких как Saturn и PlayStation. По словам Стефансена, Гектор заявлял, что Comix Zone не смогла выйти на уровень безубыточности, причиной чего Моравик назвал популярность PlayStation.
Чтобы продвигать Comix Zone как «дерзкую и крутую» игру, Sega вкладывала в комплект с игрой компакт-диск с песнями популярных рок-групп, таких как Love and Rockets, Danzig и The Jesus and Mary Chain. Изначально STI планировали, что прилагаемый диск будет содержать несколько треков Comix Zone в исполнении гранж-группы, которую Дроссин сформировал в Лос-Анджелесе, но Sega выбрала другой подход. По словам Моравика, команда и в особенности Дроссин были расстроены этим решением. Впрочем, запланированный ими диск всё же производился и распространялся через журналы, европейские копии игры и копии для Windows, а также недолговременный лейбл Sega Tunes. Hardcore Gaming 101 описал диск с роком как «финт, ещё более увеличивающий эстетику 90-х [игры], словно капсула времени для эпохи, когда игровые компании часто выпускали кучу безумной рекламной чепухи, чтобы продать свои продукты».

## Другие релизы игры
Игра была портирована на Game Boy Advance, но подверглась критике со стороны поклонников, так как портированная игра имела значительно меньший размер экрана, что ухудшало геймплей, а также имела неудобное управление ввиду малого количества кнопок на приставке.
Игра также являлась частью коллекции игр Sega Mega Drive Collection для PlayStation 2 и PlayStation Portable.
В 2007 году Comix Zone была выпущена для виртуальной консоли Wii.
1 июня 2010 года игра была выпущена на ПК с возможностью приобретения в Steam отдельно или в составе сборника SEGA Mega Drive and Genesis Classics.
Игра вошла в библиотеку ретро-консоли Sega Mega Drive Mini, вышедшей в 2019 году.
Также игра вышла в составе сборника Sonic’s Ultimate Genesis Collection для PlayStation 3 и Xbox 360. В 2017 году — в AppStore и Google Play, на платформах iOS и Android. С августа 2022 года доступна в коллекции «16-битная классика от SEGA» для владельцев пакета расширения подписки на Nintendo Switch Online.

## Рецензии и оценки
| Сводный рейтинг    | Сводный рейтинг   |
| Агрегатор          | Оценка            |
| ------------------ | ----------------- |
| GameRankings       | 76 % (MD/GEN)     |
| Metacritic         | 71/100 (X360)     |
| Иноязычные издания |                   |
| Издание            | Оценка            |
| AllGame            | (MD/GEN)          |
| EGM                | 7,825/10 (MD/GEN) |
| Famitsu            | 30/40 (MD/GEN)    |
| GameSpot           | 6,6/10 (MD/GEN)   |
| Next Generation    | (MD/GEN)          |

Обозреватель Денис Майоров на сайте Disgusting Men написал: «это был термоядерный релиз для умирающей платформы, который шикарно смотрелся даже на фоне „некстгена“ и моментально стал классикой». Он отметил, что Comix Zone использует свой сеттинг по полной, оценил многочисленные отсылки к поп-культуре 90-х и 80-х, качественную боёвку, графику, заставлявшую «работать Mega Drive на пределе возможностей», и «очень яркие треки на стыке гранжа и хэви-метала».
GamePro назвал графику и стиль Comix Zone успешным переносом вида и ощущения комиксов в игру, но отметил, что игра быстро надоедает из-за однообразных боёв и слишком простых головоломок. Издание также заметило проблемы с управлением: «Скетч не может быстро перемещаться по панели, а нажатие кнопки приводит к непредсказуемым результатам». Резюме: «Вы действительно хотите полюбить Comix Zone за её оригинальные элементы, но после нескольких панелей медовый месяц закончился».
Четыре обозревателя от Electronic Gaming Monthly отметили проблемы с управлением, но также указали, что графика на удивление красочна для игры на Mega Drive и стилистика в виде комикса делает эту игру обязательной к прохождению несмотря на её недостатки.
Next Generation в обзоре версии игры для Mega Drive заключил, что в то время как «уникальный концепт, выдающийся визуал и солидный саундтрек делают интересную игру», то «геймплей страдает однообразностью». Их вердикт: «Очень крутая идея для игры, которая не была реализована должным образом, тем не менее Comix Zone лучше большинства других».
GameSpot похвалил графику и стилистику игры, назвав её «одной из самых красивых игр для Genesis», в то же время отметив слабые стороны игры: изъезженный геймплей и малая продолжительность с непростительной сложностью.
В 2017 году GamesRadar поставил Comix Zone на 43 место в рейтинге лучших игр на Sega Mega Drive/Genesis всех времён. В издательстве назвали анимацию и звуковые эффекты игры великолепными и выходящими за рамки предполагаемых ограничений консоли.